# Cliff Finch
Charles Clifton "Cliff" Finch, född 4 april 1927 i Pope, Mississippi, död 22 april 1986 i Batesville, Mississippi, var en amerikansk demokratisk politiker. Han var guvernör i Mississippi 1976–1980.
I andra världskriget tjänstgjorde Finch i USA:s armé och studerade sedan efter kriget vid University of Mississippi. Efter juristexamen 1958 bedrev han advokatverksamhet i Batesville. För att få arbetarklassens röster i guvernörsvalet 1975 arbetade han en dag under varje kampanjvecka på sådana arbetsplatser där han kunde göra uppgifter som kunde associeras med vanliga arbetare, som arbete i en dagligvarubutik. Han körde bland annat vägmaskin och den populistiska kampanjen vann gehör hos väljare i Mississippi. Fyra år tidigare hade han misslyckats i sin viceguvernörskampanj men den första guvernörskampanjen visade sig framgångsrik. Finch stöddes av både svarta och vita arbetarklassväljare.
Finch efterträdde 1976 Bill Waller som guvernör och efterträddes 1980 av William Winter.
Finch avled 59 år gammal i hjärtinfarkt på sin advokatbyrå och gravsattes på Magnolia Cemetery i Batesville.